# Irische Cricket-Nationalmannschaft gegen Afghanistan in der Saison 2019/20
Die Tour der irischen Cricket-Nationalmannschaft gegen Afghanistan in der Saison 2019/20 fand vom 6. März bis zum 10. März 2020 in Indien statt. Die internationale Cricket-Tour war Bestandteil der Internationalen Cricket-Saison 2019/20 und umfasste drei Twenty20s. Afghanistan gewann die Serie mit 2–1.

## Vorgeschichte
Afghanistan spielte zuvor eine Tour gegen die West Indies, Irland eine Tour in den West Indies.
Das letzte Aufeinandertreffen der beiden Mannschaften bei einer Tour fand in der Saison 2018/19 in Indien statt.
Ursprünglich war bei dieser Tour die Austragung eines Tests geplant, aber durch die Finanzkrise des irischen Verbandes wurde dieser gestrichen.

## Stadien
Das folgende Stadion wurde für die Tour als Austragungsort vorgesehen.
| Stadion                                   | Stadt         | Kapazität | Spiele      |
| ----------------------------------------- | ------------- | --------- | ----------- |
| Shaheed Vijay Singh Pathik Sports Complex | Greater Noida | 8.000     | 1. – 3. T20 |

## Kaderlisten
Afghanistan benannte seine Kader am 7. Februar 2020. Irland benannte seine Kader am 12. Februar 2020.
| Twenty20 | Twenty20 |
| Afghanistan | Irland |
| --- | --- |
| - Asghar Afghan (K) - Qais Ahmad - Usman Ghani - Rahmanullah Gurbaz (wk) - Karim Janat - Rashid Khan - Mohammad Nabi - Gulbadin Naib - Azmatullah Omarzai - Samiullah Shinwari - Naveen-ul-Haq - Mujeeb Ur Rahman - Najibullah Zadran - Shapoor Zadran - Hazratullah Zazai | - Andrew Balbirnie (K) - Gareth Delany - George Dockrell - Stephen Doheny - Shane Getkate - Josh Little - Barry McCarthy - Kevin O’Brien - Boyd Rankin - Simi Singh - Paul Stirling - Harry Tector - Lorcan Tucker - Gary Wilson - Craig Young |

## Twenty20 Internationals

### Erstes Twenty20 in Greater Noida
| 6. März Scorecard | Greater Noida | Irland 172-6 (20)                            | – | Afghanistan 133-5 (15/15) |
|                   |               | Afghanistan gewinnt mit 11 Runs (D/L method) |   |                           |

### Zweites Twenty20 in Greater Noida
| 8. März Scorecard | Greater Noida | Afghanistan 184-4 (20)          | – | Irland 163-6 (20) |
|                   |               | Afghanistan gewinnt mit 21 Runs |   |                   |

### Drittes Twenty20 in Greater Noida
| 10. März Scorecard | Greater Noida | Irland 142-8 (20) / 12-1 (1)    | – | Afghanistan 142-7 (20) / 8-1 (1) |
|                    |               | Irland gewinnt durch Super Over |   |                                  |